# Švédské hokejové hry 1996
Švédské hokejové hry se konaly od 8. do 11. února 1996 v Stockholmu. Zúčastnili se čtyři reprezentační mužstva, která se utkala jednokolovým systémem každý s každým.

## Výsledky a tabulka
|    |         | SWE     | CZE   | RUS   | CAN    | V | R | P | Skóre | B |
| 1. | Švédsko | Švédsko | 3:2   | 2:0   | 7:1    | 3 | 0 | 0 | 12:3  | 6 |
| 2. | Česko   | 2:3     | Česko | 6:2   | 6:1    | 2 | 0 | 1 | 14:6  | 4 |
| 3. | Rusko   | 0:2     | 2:6   | Rusko | 7:3    | 1 | 0 | 2 | 9:11  | 2 |
| 4. | Kanada  | 1:7     | 1:6   | 3:7   | Kanada | 0 | 0 | 3 | 5:20  | 0 |